# Dinematichthys iluocoeteoides
Dinematichthys iluocoeteoides är en fiskart som beskrevs av Bleeker, 1855. Dinematichthys iluocoeteoides ingår i släktet Dinematichthys och familjen Bythitidae. Inga underarter finns listade i Catalogue of Life.